# Breitenberg (berg)
De Breitenberg is een 1893 meter hoge berg bij Hinterstein in de Duitse deelstaat Beieren en behoort binnen de Allgäuer Alpen tot de Daumengruppe.

## Ligging
De berg ligt ongeveer vier kilometer zuidelijk van Hindelang en twee kilometer zuidwestelijk van Hinterstein in het Ostrachtal. Westelijk van het Ostrachtal verloopt het Retterschwangtal. De Breitenberg heeft vanwege zijn exponante ligging een dominante positie. Over het Ostrachtal heft de noordflank zich in een hoogte van 1000 meter.